# Trophée Raymond-Lagacé
Le trophée Raymond-Lagacé récompense chaque année, la meilleure recrue défensive de hockey sur glace de la  Ligue de hockey junior Maritimes Québec (LHJMQ) de la saison. Le lauréat peut être soit un défenseur soit un gardien de but.
Le trophée honore le deuxième président de la LHJMQ, pionnier du hockey au Québec.

## Lauréats
Ci-dessous sont listés les récipiendaires du trophée.
- 1980-1981 : Billy Campbell, Junior de Montréal
- 1981-1982 : Michel Petit, Castors de Sherbrooke
- 1982-1983 : Bobby Dollas, Voisins de Laval
- 1983-1984 : James Gasseau, Voltigeurs de Drummondville
- 1984-1985 : Robert Desjardins, Cataractes de Shawinigan
- 1985-1986 : Stéphane Guérard, Cataractes de Shawinigan
- 1986-1987 : Jimmy Waite, Saguenéens de Chicoutimi
- 1987-1988 : Stéphane Beauregard, Lynx de Saint-Jean
- 1988-1989 : Karl Dykhuis, Olympiques de Hull
- 1989-1990 : François Groleau, Cataractes de Shawinigan
- 1990-1991 : Philippe Boucher, Bisons de Granby
- 1991-1992 : Philippe DeRouville, Collège français de Verdun
- 1992-1993 : Stéphane Routhier, Voltigeurs de Drummondville
- 1993-1994 : Jimmy Drolet, Laser de Saint-Hyacinthe
- 1994-1995 : Martin Biron, Harfangs de Beauport
- 1995-1996 : Mathieu Garon, Tigres de Victoriaville
- 1996-1997 : Christian Bronsard, Olympiques de Hull
- 1997-1998 : Alekseï Tezikov, Wildcats de Moncton
- 1998-1999 : Alekseï Volkov, Mooseheads d'Halifax
- 1999-2000 : Kirill Safronov, Remparts de Québec
- 2000-2001 : Tomas Malec, Océanic de Rimouski
- 2001-2002 : Jeff Drouin-Deslauriers, Saguenéens de Chicoutimi
- 2002-2003 : Mario Scalzo Jr., Tigres de Victoriaville
- 2003-2004 : Julien Ellis-Plante, Cataractes de Shawinigan
- 2004-2005 : Maxime Joyal, Remparts de Québec
- 2005-2006 : Ondřej Pavelec, Screaming Eagles du Cap-Breton
- 2006-2007 : T.J. Brennan, Fog Devils de Saint-Jean
- 2007–2008 : Olivier Roy, Screaming Eagles du Cap-Breton
- 2008-2009 : Dmitri Koulikov, Voltigeurs de Drummondville
- 2009-2010 : Robin Gusse, Saguenéens de Chicoutimi
- 2010-2011 : Domenic Graham, Voltigeurs de Drummondville
- 2011-2012 : Zachary Fucale, Mooseheads d'Halifax
- 2012-2013 : Philippe Desrosiers, Océanic de Rimouski
- 2013-2014 : Jérémy Roy, Phoenix de Sherbrooke
- 2014-2015 : Samuel Girard, Cataractes de Shawinigan
- 2015-2016 : Mathieu Bellemare, Olympiques de Gatineau
- 2016-2017 : Jared McIsaac, Mooseheads d'Halifax
- 2017-2018 : Colten Ellis, Océanic de Rimouski
- 2018-2019 : Jordan Spence, Wildcats de Moncton
- 2019-2020 : Samuel Hlavaj, Phoenix de Sherbrooke
- 2020-2021 : Tristan Luneau, Olympiques de Gatineau
- 2021-2022 : David Špaček, Phoenix de Sherbrooke
- 2022-2023 : Marcus Kearsey, Islanders de Charlottetown
- 2023-2024 : Xavier Villeneuve, Armada de Blainville-Boisbriand
- 2024-2025 : William Lacelle, Océanic de Rimouski